# Charles O’Neill (Politiker)

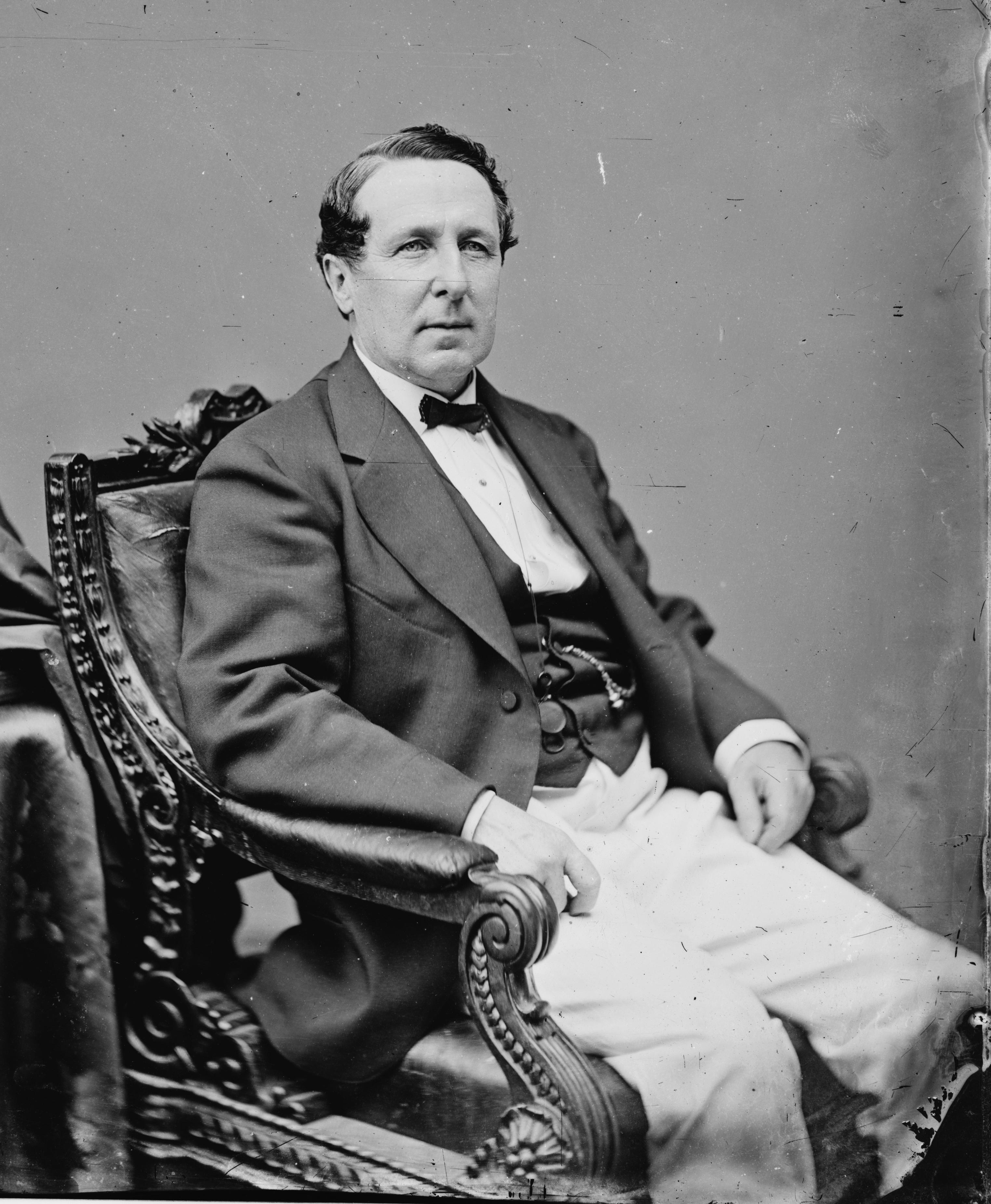
Charles O’Neill

Charles O’Neill (* 21. März 1821 in Philadelphia, Pennsylvania; † 25. November 1893 ebenda) war ein US-amerikanischer Politiker. Zwischen 1863 und 1871 sowie nochmals von 1873 bis 1893 vertrat er den Bundesstaat Pennsylvania im US-Repräsentantenhaus.

## Werdegang
Charles O’Neill besuchte unter anderem bis 1840 das Dickinson College in Carlisle. Nach einem anschließenden Jurastudium und seiner 1843 erfolgten Zulassung als Rechtsanwalt begann er in Philadelphia in diesem Beruf zu arbeiten. Gleichzeitig schlug er eine politische Laufbahn ein. Von 1850 bis 1852 sowie nochmals im Jahr 1860 saß er als Abgeordneter im Repräsentantenhaus von Pennsylvania; im Jahr 1853 gehörte er dem Staatssenat an. Später wurde er Mitglied der 1854 gegründeten Republikanischen Partei.
Bei den Kongresswahlen des Jahres 1862 wurde O’Neill im zweiten Wahlbezirk von Pennsylvania in das US-Repräsentantenhaus in Washington, D.C. gewählt, wo er am 4. März 1863 die Nachfolge des Demokraten Charles John Biddle antrat. Nach drei Wiederwahlen konnte er bis zum 3. März 1871 vier Legislaturperioden im Kongress absolvieren. Diese waren von den Ereignissen des Bürgerkrieges und dessen Folgen geprägt. Seit 1865 war die Arbeit des Kongresses von den Spannungen zwischen den Republikanern und Präsident Andrew Johnson überschattet, die in einem nur knapp gescheiterten Amtsenthebungsverfahren gipfelten.
Im Jahr 1870 wurde O’Neill nicht erneut bestätigt. Bei den Wahlen des Jahres 1872 wurde er dann aber erneut im zweiten Distrikt seines Staates in den Kongress gewählt, wo er am 4. März 1873 John Vaudain Creely ablöste, der zwei Jahre zuvor sein Nachfolger geworden war. Nach zehn Wiederwahlen konnte er bis zu seinem Tod am 25. September 1893 im Kongress verbleiben. Seit 1883 vertrat er dort als Nachfolger von Samuel J. Randall den dritten Bezirk seines Staates.